# Навабгандж-Садар
Навабгандж-Садар (бенг. নবাবগঞ্জ সদর, англ. Nawabganj Sadar) — подокруг на северо-западе Бангладеш. Входит в состав округа Навабгандж. Образован в 1899 году. Административный центр — город Навабгандж. Площадь подокруга — 451,80 км². По данным переписи 1991 года численность населения подокруга составляла 389 524 человека. Плотность населения равнялась 862 чел. на 1 км². Уровень грамотности населения составлял 27,1 %. Религиозный состав: мусульмане — 94,86 %, индуисты — 4,36 %, прочие — 0,78 %.